# 다카라즈카 가극단 21기생
다카라즈카 가극단 21기생은 1931년에 다카라즈카 가극단에 입단하여, 1932년 『봄의 춤 (칠요보)』 또는 『후피 걸』 (둘다 한 생도(단원)도 있음), 또는 1933년 『세계일주』로 초무대를 밟은 61명을 가리킨다.
당시에는 다카라즈카 소녀 가극단이었다.

## 개요
카미야 레이코와 타케미야 카쿠코의 초무대 공연 연목은 『후피 걸』 뿐이고, 쿠사바 사쿠야의 초무대 공연 연목은『봄의 춤 (칠요보)』이다.
1972년 우치부키 타모코의 퇴단으로 21기생 전원이 퇴단하였다.

## 일람

### 1932년 초무대
| 예명            | 생일      | 출신지                   | 출신 학교                        | 예명의 유래                                                   | 애칭                     | 역할 | 퇴단년도 | 비고                                                                                            |
| --------------- | --------- | ------------------------ | -------------------------------- | ------------------------------------------------------------- | ------------------------ | ---- | -------- | ----------------------------------------------------------------------------------------------- |
| 青桐しげみ      | 2월 3일   |                          |                                  |                                                               | 오타카                   | 여역 | 1940년   |                                                                                                 |
| 아오기리 시게미 | 2월 3일   |                          |                                  |                                                               | 오타카                   | 여역 | 1940년   |                                                                                                 |
| 安藝幸代        | 7월 15일  | 히로시마현 히로시마시    |                                  |                                                               |                          |      | 1938년   |                                                                                                 |
| 아키 사치요     | 7월 15일  | 히로시마현 히로시마시    |                                  |                                                               |                          |      | 1938년   |                                                                                                 |
| 浅香多絵子      | 2월 21일  |                          |                                  |                                                               |                          |      | 1934년   |                                                                                                 |
| 아사카 타에코   | 2월 21일  |                          |                                  |                                                               |                          |      | 1934년   |                                                                                                 |
| 朝妻しか子      | 5월 25일  | 도쿄도 미나토구          |                                  |                                                               |                          |      | 1937년   |                                                                                                 |
| 아사즈마 시카코 | 5월 25일  | 도쿄도 미나토구          |                                  |                                                               |                          |      | 1937년   |                                                                                                 |
| 足柄孝子        | 5월 25일  | 돗토리현                 |                                  |                                                               |                          |      | 1938년   |                                                                                                 |
| 아시가라 타카코 | 5월 25일  | 돗토리현                 |                                  |                                                               |                          |      | 1938년   |                                                                                                 |
| 芦辺慶子        | 9월 25일  | 야마구치현               |                                  |                                                               |                          |      | 1937년   |                                                                                                 |
| 아시베 케이코   | 9월 25일  | 야마구치현               |                                  |                                                               |                          |      | 1937년   |                                                                                                 |
| 在原達子        | 3월 6일   |                          |                                  |                                                               |                          |      | 1937년   |                                                                                                 |
| 아리하라 사토코 | 3월 6일   |                          |                                  |                                                               |                          |      | 1937년   |                                                                                                 |
| 阿波禮子        | 11월 12일 | 효고현 니시노미야시      |                                  |                                                               | 캰상                     |      | 1941년   |                                                                                                 |
| 아와 레이코     | 11월 12일 | 효고현 니시노미야시      |                                  |                                                               | 캰상                     |      | 1941년   |                                                                                                 |
| 磯小浪          | 2월 8일   |                          |                                  |                                                               |                          |      | 1937년   |                                                                                                 |
| 이소 코나미     | 2월 8일   |                          |                                  |                                                               |                          |      | 1937년   |                                                                                                 |
| 一條京子        | 11월 28일 |                          |                                  |                                                               | 니상, 오니쨩             | 여역 | 1939년   |                                                                                                 |
| 이치죠 쿄코     | 11월 28일 |                          |                                  |                                                               | 니상, 오니쨩             | 여역 | 1939년   |                                                                                                 |
| 糸井しだれ      | 9월 21일  | 오사카부 오사카시 츄오구 | 이바라키고등여학교               |                                                               | 미야스                   | 여역 | 1945년   | 조카 2대 이토이 시다레 (49)                                                                     |
| 이토이 시다레   | 9월 21일  | 오사카부 오사카시 츄오구 | 이바라키고등여학교               |                                                               | 미야스                   | 여역 | 1945년   | 조카 2대 이토이 시다레 (49)                                                                     |
| 糸見綾子        | 10월 20일 |                          |                                  |                                                               |                          |      | 1933년   |                                                                                                 |
| 이토미 아야코   | 10월 20일 |                          |                                  |                                                               |                          |      | 1933년   |                                                                                                 |
| 氏原節子        | 12월 23일 | 오사카부 오사카시        |                                  |                                                               |                          |      | 1943년   |                                                                                                 |
| 우지하라 세츠코 | 12월 23일 | 오사카부 오사카시        |                                  |                                                               |                          |      | 1943년   |                                                                                                 |
| 打吹たもと      | 11월 15일 | 돗토리현 쿠라요시시      | 쿠라요시세이토쿠학교             | 타카사고 마츠코 (3)가 출생지, 우치부키공원의 이름을 따서 명명 |                          | 남역 | 1972년   | 개명 우치부키 미사 (打吹美砂)                                                                   |
| 우치부키 타모코 | 11월 15일 | 돗토리현 쿠라요시시      | 쿠라요시세이토쿠학교             | 타카사고 마츠코 (3)가 출생지, 우치부키공원의 이름을 따서 명명 |                          | 남역 | 1972년   | 개명 우치부키 미사 (打吹美砂)                                                                   |
| 浦船吉子        | 1월 13일  |                          |                                  |                                                               |                          |      | 1935년   |                                                                                                 |
| 우라부네 요시코 | 1월 13일  |                          |                                  |                                                               |                          |      | 1935년   |                                                                                                 |
| 大海廣子        | 1월 4일   |                          |                                  |                                                               |                          |      | 1936년   |                                                                                                 |
| 오오우미 히로코 | 1월 4일   |                          |                                  |                                                               |                          |      | 1936년   |                                                                                                 |
| 大峯杉子        | 6월 11일  | 오사카부                 |                                  |                                                               | 나스카                   |      | 1941년   |                                                                                                 |
| 오오미네 스기코 | 6월 11일  | 오사카부                 |                                  |                                                               | 나스카                   |      | 1941년   |                                                                                                 |
| 小田野巻子      | 3월 16일  |                          |                                  |                                                               |                          |      | 1935년   |                                                                                                 |
| 오노다 마키코   | 3월 16일  |                          |                                  |                                                               |                          |      | 1935년   |                                                                                                 |
| 香宮玲子        | 1월 14일  |                          |                                  |                                                               |                          |      | 1934년   |                                                                                                 |
| 카미야 레이코   | 1월 14일  |                          |                                  |                                                               |                          |      | 1934년   |                                                                                                 |
| 加茂野瑞子      |           |                          |                                  |                                                               |                          |      | 1932년   | 개명 카모노 미즈코 (加茂野みづ子)                                                               |
| 카모노 미즈코   |           |                          |                                  |                                                               |                          |      | 1932년   | 개명 카모노 미즈코 (加茂野みづ子)                                                               |
| 草場咲耶        | 1월 21일  | 효고현 고베시            | 고베시립제1중등여학교            | 다카라즈카 음악학교에서 이름을 지어줌                         | 아즌                     | 남역 | 1942년   |                                                                                                 |
| 쿠사바 사쿠야   | 1월 21일  | 효고현 고베시            | 고베시립제1중등여학교            | 다카라즈카 음악학교에서 이름을 지어줌                         | 아즌                     | 남역 | 1942년   |                                                                                                 |
| 小春涼子        | 8월 25일  | 오사카부 오사카시        | 바이카고등여학교                 |                                                               | 나미즈                   | 여역 | 1940년   |                                                                                                 |
| 코하루 스즈코   | 8월 25일  | 오사카부 오사카시        | 바이카고등여학교                 |                                                               | 나미즈                   | 여역 | 1940년   |                                                                                                 |
| 狭衣なか子      | 12월 12일 |                          |                                  |                                                               |                          |      | 1937년   |                                                                                                 |
| 사고로모 나카코 | 12월 12일 |                          |                                  |                                                               |                          |      | 1937년   |                                                                                                 |
| 左近八重子      | 8월 18일  | 효고현 고베현            | 도쿄부립제5고등여학교            |                                                               | 사아짱                   | 여역 | 1940년   | 개명 미즈노야 키요미 (水乃也清美) 숙모 초대 미즈타니 야에코                                     |
| 사콘 야에코     | 8월 18일  | 효고현 고베현            | 도쿄부립제5고등여학교            |                                                               | 사아짱                   | 여역 | 1940년   | 개명 미즈노야 키요미 (水乃也清美) 숙모 초대 미즈타니 야에코                                     |
| 里見志津子      | 7월 2일   |                          |                                  |                                                               |                          |      | 1937년   | 개명 사토미 시즈코 (里見静子)                                                                   |
| 사토미 시즈코   | 7월 2일   |                          |                                  |                                                               |                          |      | 1937년   | 개명 사토미 시즈코 (里見静子)                                                                   |
| 式部若子        | 1월 13일  | 도쿄도                   |                                  |                                                               | 우에짱                   |      | 1941년   |                                                                                                 |
| 시키부 와카코   | 1월 13일  | 도쿄도                   |                                  |                                                               | 우에짱                   |      | 1941년   |                                                                                                 |
| 白雲嶺子        | 10월 18일 |                          |                                  |                                                               |                          |      | 1936년   |                                                                                                 |
| 시라쿠모 미네코 | 10월 18일 |                          |                                  |                                                               |                          |      | 1936년   |                                                                                                 |
| 白鷺光子        | 7월 15일  |                          |                                  |                                                               |                          |      | 1937년   |                                                                                                 |
| 시라사기 미츠코 | 7월 15일  |                          |                                  |                                                               |                          |      | 1937년   |                                                                                                 |
| 銀鈴音          | 9월 21일  | 오사카부 오사카시        |                                  |                                                               | 코이쨩                   | 여역 | 1943년   |                                                                                                 |
| 시로가네 스즈네 | 9월 21일  | 오사카부 오사카시        |                                  |                                                               | 코이쨩                   | 여역 | 1943년   |                                                                                                 |
| 高原大和        | 1월 3일   | 효고현 고베시            |                                  |                                                               | 시이쨩                   | 여역 | 1941년   |                                                                                                 |
| 타카하라 야마토 | 1월 3일   | 효고현 고베시            |                                  |                                                               | 시이쨩                   | 여역 | 1941년   |                                                                                                 |
| 寶路郁子        | 7월 28일  | 효고현                   |                                  |                                                               |                          |      | 1939년   | 개명 타카라지 미노루 (寶路みのる)                                                               |
| 타카라지 이쿠코 | 7월 28일  | 효고현                   |                                  |                                                               |                          |      | 1939년   | 개명 타카라지 미노루 (寶路みのる)                                                               |
| 瀧津とせ子      | 6월 30일  | 효고현                   |                                  |                                                               |                          | 여역 | 1939년   | 개명 타츠키 하야세(津はやせ), 타츠키 하야미 (瀧津はやみ)                                        |
| 타키츠 토세코   | 6월 30일  | 효고현                   |                                  |                                                               |                          | 여역 | 1939년   | 개명 타츠키 하야세(津はやせ), 타츠키 하야미 (瀧津はやみ)                                        |
| 竹野松子        | 3월 9일   | 효고현 고베시            |                                  |                                                               |                          |      | 1938년   |                                                                                                 |
| 타케노 마츠코   | 3월 9일   | 효고현 고베시            |                                  |                                                               |                          |      | 1938년   |                                                                                                 |
| 竹宮嘉久子      | 3월 11일  | 도쿄도                   |                                  |                                                               | 미야사쿠, 비야츠쿠       |      | 1941년   | 개명 타케미 키쿠코 (竹美喜久子)                                                                 |
| 타케미야 카쿠코 | 3월 11일  | 도쿄도                   |                                  |                                                               | 미야사쿠, 비야츠쿠       |      | 1941년   | 개명 타케미 키쿠코 (竹美喜久子)                                                                 |
| 玉葉輝子        | 7월 10일  | 히로시마현               |                                  |                                                               | 샤구상, 츠쨩             |      | 1939년   |                                                                                                 |
| 타마하 테루코   | 7월 10일  | 히로시마현               |                                  |                                                               | 샤구상, 츠쨩             |      | 1939년   |                                                                                                 |
| 秩夫晴世        | 10월 2일  | 교토부 교토시            | 오사카시사쿠라미야진조고등소학교 | 친오빠가 지음                                                 | 우라쨩, 우라코           | 여역 | 1946년   | 개명 치치부 하루요 (秩父晴世)                                                                   |
| 치치부 하루요   | 10월 2일  | 교토부 교토시            | 오사카시사쿠라미야진조고등소학교 | 친오빠가 지음                                                 | 우라쨩, 우라코           | 여역 | 1946년   | 개명 치치부 하루요 (秩父晴世)                                                                   |
| 千舟町子        |           |                          |                                  |                                                               |                          |      | 1933년   |                                                                                                 |
| 치부네 마치코   |           |                          |                                  |                                                               |                          |      | 1933년   |                                                                                                 |
| 都賀豊子        | 4월 1일   | 이시카와현 카나자와시    | 오사카부립이즈미오고등여학교     |                                                               | 유샹, 유시쨩             | 남역 | 1941년   |                                                                                                 |
| 츠가 토요코     | 4월 1일   | 이시카와현 카나자와시    | 오사카부립이즈미오고등여학교     |                                                               | 유샹, 유시쨩             | 남역 | 1941년   |                                                                                                 |
| 月野花子        | 5월 11일  | 효고현 고베시 츄오구     | 니시노미야타이샤진조고등소학교   |                                                               | 야기히로, 코야기, 히로쨩 | 여역 | 1940년   |                                                                                                 |
| 츠키노 하나코   | 5월 11일  | 효고현 고베시 츄오구     | 니시노미야타이샤진조고등소학교   |                                                               | 야기히로, 코야기, 히로쨩 | 여역 | 1940년   |                                                                                                 |
| 常夏君枝        | 11월 26일 | 도쿄도                   |                                  |                                                               |                          |      | 1938년   | 개명 토코나츠 타에코 (常夏多枝子)                                                               |
| 토코나츠 키미에 | 11월 26일 | 도쿄도                   |                                  |                                                               |                          |      | 1938년   | 개명 토코나츠 타에코 (常夏多枝子)                                                               |
| 轟夕起子        | 9월 11일  | 도쿄도 미나토구          | 교토부립제2고등여학교            | 야마다 코사쿠가 명명                                          | 토루코, 쥐               | 여역 | 1937년   | 배우                                                                                            |
| 토도로키 유키코 | 9월 11일  | 도쿄도 미나토구          | 교토부립제2고등여학교            | 야마다 코사쿠가 명명                                          | 토루코, 쥐               | 여역 | 1937년   | 배우                                                                                            |
| 名草艶子        | 6월 7일   | 와카야마현 와카야마시    |                                  |                                                               | 치비쨩                   |      | 1940년   | 개명 나구사 쿠미코 (名草久美子)                                                                 |
| 나구사 츠야코   | 6월 7일   | 와카야마현 와카야마시    |                                  |                                                               | 치비쨩                   |      | 1940년   | 개명 나구사 쿠미코 (名草久美子)                                                                 |
| 浪路須磨子      | 6월 6일   | 효고현 고베시            |                                  |                                                               |                          |      | 1939년   |                                                                                                 |
| 나미지 스마코   | 6월 6일   | 효고현 고베시            |                                  |                                                               |                          |      | 1939년   |                                                                                                 |
| 二條宮子        | 8월 11일  | 아키타현                 | 오사카음악학교                   |                                                               | 세가와상                 | 여역 | 1942년   | 남편 金光嗣郎                                                                                   |
| 니죠 미야코     | 8월 11일  | 아키타현                 | 오사카음악학교                   |                                                               | 세가와상                 | 여역 | 1942년   | 남편 金光嗣郎                                                                                   |
| 花池えみ子      | 10월 24일 | 오사카부 오사카시        |                                  |                                                               |                          |      | 1938년   |                                                                                                 |
| 하나이케 에미코 | 10월 24일 | 오사카부 오사카시        |                                  |                                                               |                          |      | 1938년   |                                                                                                 |
| 花殿うたげ      | 6월 3일   |                          |                                  |                                                               |                          |      | 1939년   |                                                                                                 |
| 하나도노 우타게 | 6월 3일   |                          |                                  |                                                               |                          |      | 1939년   |                                                                                                 |
| 人丸俊子        | 12월 28일 | 효고현 고베시            |                                  |                                                               |                          |      | 1939년   |                                                                                                 |
| 히토마루 토시코 | 12월 28일 | 효고현 고베시            |                                  |                                                               |                          |      | 1939년   |                                                                                                 |
| 槇蓉子          | 7월 8일   |                          |                                  |                                                               |                          |      | 1935년   | 언니 타마가와 쿄코 (16) 동생 카스미 치에코 (27) 조카 쇼 스미레 (54)                             |
| 마키 요우코     | 7월 8일   |                          |                                  |                                                               |                          |      | 1935년   | 언니 타마가와 쿄코 (16) 동생 카스미 치에코 (27) 조카 쇼 스미레 (54)                             |
| 松並和枝        | 12월 20일 |                          |                                  |                                                               |                          |      | 1935년   |                                                                                                 |
| 마츠나미 카즈에 | 12월 20일 |                          |                                  |                                                               |                          |      | 1935년   |                                                                                                 |
| 御影園子        | 11월 24일 |                          |                                  |                                                               |                          |      | 1935년   | 딸 와카하라 미치 (47)                                                                           |
| 미카게 소노코   | 11월 24일 |                          |                                  |                                                               |                          |      | 1935년   | 딸 와카하라 미치 (47)                                                                           |
| 瑞垣久世        | 10월 4일  |                          |                                  |                                                               |                          |      | 1936년   |                                                                                                 |
| 미즈가키 히사요 | 10월 4일  |                          |                                  |                                                               |                          |      | 1936년   |                                                                                                 |
| 水間扶美子      | 4월 6일   | 오사카부 오사카시        |                                  |                                                               |                          |      | 1938년   | 퇴단 후 가수 핫토리 토미코 친오빠 핫토리 료이치 남조카 핫토리 카츠히사 조카손자 핫토리 타카유키 |
| 미즈마 후미코   | 4월 6일   | 오사카부 오사카시        |                                  |                                                               |                          |      | 1938년   | 퇴단 후 가수 핫토리 토미코 친오빠 핫토리 료이치 남조카 핫토리 카츠히사 조카손자 핫토리 타카유키 |
| 壬生杏子        | 11월 24일 |                          |                                  |                                                               |                          |      | 1934년   |                                                                                                 |
| 미부 쿄코       | 11월 24일 |                          |                                  |                                                               |                          |      | 1934년   |                                                                                                 |
| 宮居マサ子      | 8월 6일   | 효고현 니시노미야시      |                                  |                                                               | 노라쨩                   | 남역 | 1943년   | 개명 미야이 마사코 (宮居昌子)                                                                   |
| 미야이 마사코   | 8월 6일   | 효고현 니시노미야시      |                                  |                                                               | 노라쨩                   | 남역 | 1943년   | 개명 미야이 마사코 (宮居昌子)                                                                   |
| 紫藤子          | 7월 12일  | 야마구치현               |                                  |                                                               | 이마상                   |      | 1941년   |                                                                                                 |
| 무라사키 후지코 | 7월 12일  | 야마구치현               |                                  |                                                               | 이마상                   |      | 1941년   |                                                                                                 |
| 桃園ゆみか      | 3월 19일  | 나가사키현               | 이사하야진조고등소학교           |                                                               | 아사노                   | 여역 | 1945년   | 남편 가수 이토 히사오 딸 히즈키 미레이 (55)                                                     |
| 모모조노 유미카 | 3월 19일  | 나가사키현               | 이사하야진조고등소학교           |                                                               | 아사노                   | 여역 | 1945년   | 남편 가수 이토 히사오 딸 히즈키 미레이 (55)                                                     |
| 屋島經子        | 10월 5일  | 오사카부                 | 산겐야진조소학교                 | 친오빠가 명명                                                 | 키타상, 키타코           |      | 1940년   | 개명 에가와 스즈요                                                                              |
| 야시마 츠네코   | 10월 5일  | 오사카부                 | 산겐야진조소학교                 | 친오빠가 명명                                                 | 키타상, 키타코           |      | 1940년   | 개명 에가와 스즈요                                                                              |
| 八千代治子      | 5월 20일  |                          |                                  |                                                               | 오지쨩                   | 여역 | 1938년   |                                                                                                 |
| 야치요 하루코   | 5월 20일  |                          |                                  |                                                               | 오지쨩                   | 여역 | 1938년   |                                                                                                 |
| 夕映あかね      | 1월 20일  | 도쿄도                   |                                  |                                                               |                          | 여역 | 1946년   |                                                                                                 |
| 유우바 아카네   | 1월 20일  | 도쿄도                   |                                  |                                                               |                          | 여역 | 1946년   |                                                                                                 |

### 1933년 초무대
| 예명            | 생일     | 출신지              | 출신 학교 | 예명의 유래 | 애칭   | 역할 | 퇴단년도 | 비고                                                                  |
| --------------- | -------- | ------------------- | --------- | ----------- | ------ | ---- | -------- | --------------------------------------------------------------------- |
| 有川恒子        | 3월 31일 | 교토부              |           |             | 下り目 |      | 1941년   | 언니 마츠노 토모코 (12) 동생 하나모 유카리 (27) 딸 치구사 미카게 (48) |
| 아리카와 츠네코 | 3월 31일 | 교토부              |           |             | 下り目 |      | 1941년   | 언니 마츠노 토모코 (12) 동생 하나모 유카리 (27) 딸 치구사 미카게 (48) |
| 高野みや子      | 9월 20일 | 효고현 다카라즈카시 |           |             |        | 여역 | 1938년   |                                                                       |
| 타카노 미야코   | 9월 20일 | 효고현 다카라즈카시 |           |             |        | 여역 | 1938년   |                                                                       |